# Prezidentské volby v Bělorusku 2020
Volby prezidenta Běloruska v roce 2020 se konaly dne 9. srpna. V předchozích volbách, které se konaly v roce 2015, zvítězil autoritář Alexandr Lukašenko. Ten v roce 2020 usiloval již o šestý mandát.
Podle Ústřední volební komise se vítězem stal Alexandr Lukašenko s 80,08 % hlasů. Jeho hlavní oponentka Svjatlana Cichanouská obdržela podle volební komise 10,9 procenta hlasů, ale odmítla výsledek voleb akceptovat a prohlásila se za vítězku voleb. Volební účast měla dosáhnout 84,17 % občanů Běloruské republiky.
Výsledek voleb neodpovídá nezávislým exit pollům provedeným jak v Bělorusku, tak v zahraničí, ani tomu, co oznámily některé místní volební komise. Podle těchto údajů Cichanouská dosáhla mnohem lepšího výsledku než Lukašenko. Při několikadenních masových protestech lidí, kteří nesouhlasí s vítězstvím Lukašenka, bylo zatčeno okolo 6000 Bělorusů.

## Pozadí
V roce 2020 vládne Alexandr Lukašenko, považovaný v podstatě za diktátora, Bělorusku již 26 let. Regulérně podle mezinárodních standardů proběhla pouze jeho první volba v roce 1994. Volby probíhaly po epidemii koronaviru, kterou Lukašenkova vláda nezvládla a přišla tak o podporu části běloruského obyvatelstva. Země také výrazně ekonomicky stagnuje.
Podle politoložky a rusistky Terezy Souškové se i na dalších událostech ukazuje, že Lukašenkův režim selhává, např. v 2020 havarovalo v Minsku vodovodní potrubí a bez vody zůstalo 800 tisíc Bělorusů, včetně nemocnic a škol.
Běloruská společnost se ve srovnání s předchozími volbami aktivizovala prostřednictvím sociálních sítí, blogerů a opozičních médií. a chová se podle Terezy Souškové solidárněji.
Podle sociologického průzkumu provedeného v dubnu 2020 v Minsku důvěřovalo Lukašenkovi 24 % respondentů, Ústřední volební komisi pak jen 11 % respondentů.

## Kandidáti
Uchazeči o úřad běloruského prezidenta jsou povinni získat minimálně 100 000 platných podpisů podporujících jejich kandidaturu. Bělorusové byli oproti předchozím volbám aktivnější při sbírání podpisů pro opoziční kandidáty.

### Oficiální
- Alexandr Lukašenko – dosavadní běloruský prezident
- Sjarhej Čeračen – předseda běloruské sociální demokracie
- Hanna Kanapacká – opoziční poslankyně
- Andrej Dmitrijev – zastupující iniciativu Říkat pravdu
- Svjatlana Cichanouská – učitelka, manželka původně kandidujícícho youtubera a aktivisty Sjarheje Cichanouského[13]

### Odmítnutí
- Sjarhej Cichanouski – youtuber, jehož kanál měl před prezidentskými volbami sledovanost okolo 250 000 lidí. Zatčen policií a obviněn z organizace výtržnictví. Kandidatura mu nebyla povolena Ústřední volební komisí.[13][10]
- Viktar Babaryka – bankéř, dlouholetý šéf Belgazprombank.[13]Dne 13. června mu byl běloruskými úřady zablokován účet pro financování volební kampaně.[10] Oficiálním důvodem pro odmítnutí jeho kandidatury byly nesrovnalosti v jeho majetkovém přiznání.[14]
- Valerij Cepkalo – diplomat, bývalý velvyslanec v USA a Mexiku.[13] Volební komise zpochybnila více než polovinu jeho podpisů potřebných pro kandidaturu.[15]
- Vladimir Něpomňaščich – zatčen za agitaci při sbírání podpisů pro účast ve volbách[10]

## Kampaň

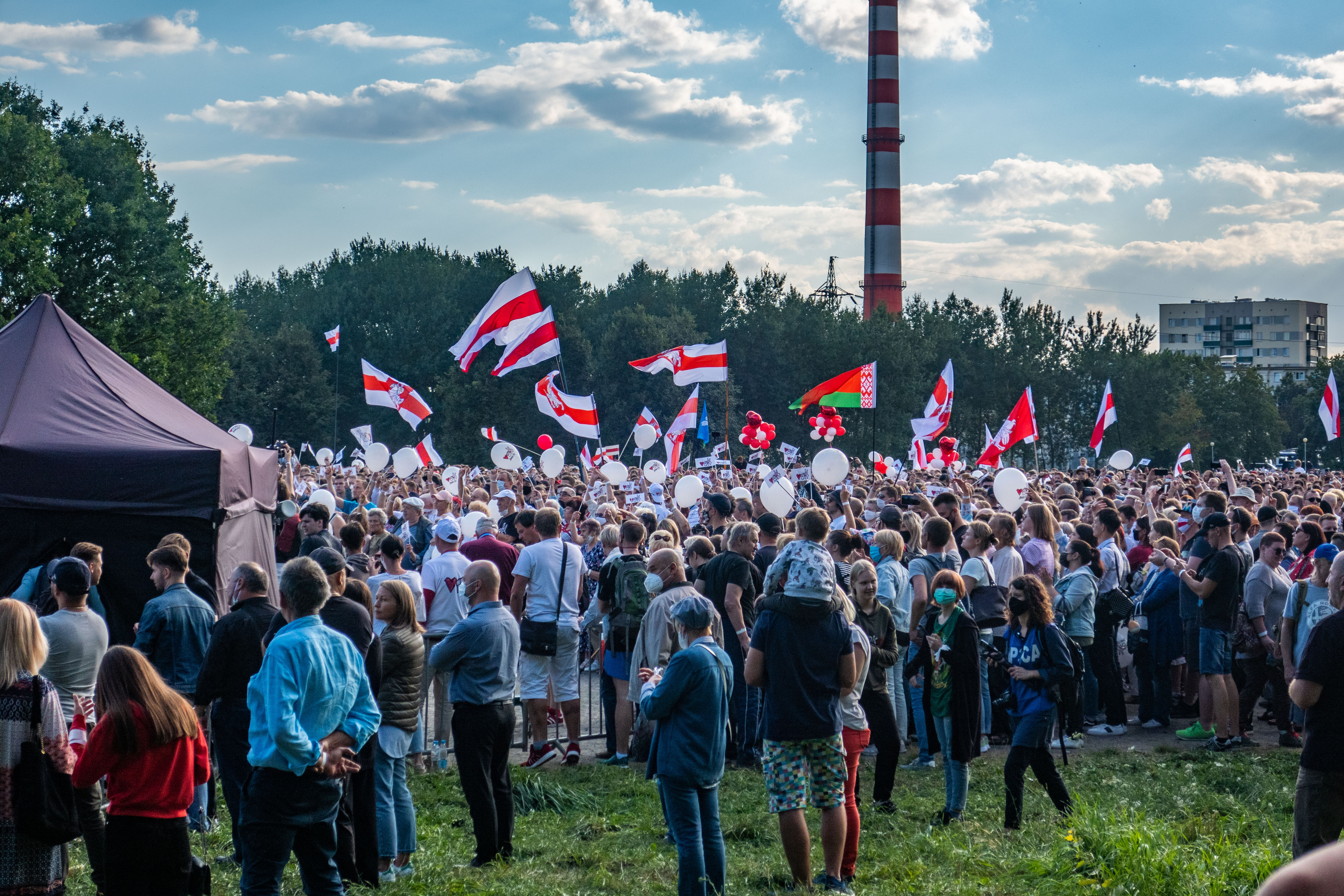
Volební shromáždění na podporu Cichanounské, Minsk, 30. července 2020

Podle Maxe Ščura byl původně hlavním opozičním favoritem bankéř Viktar Babaryka, proti kterému Lukašenko v červnu tvrdě zasáhl v souvislosti s jeho řízením Belgazprombanky. Na základě informací z jeho volebního štábu se mu podařilo získat okolo 435 000 podpisů pro jeho kandidaturu. Poté, co byl zatčen další prezidentský kandidát youtuber Sjarhej Cichanouski, nahradila ho jeho žena Svjatlana Cichanouská, která začala spolupracovat s volebními štáby Babaryky a exambasadora v USA Valerije Cepkaly, a hlavní opoziční kandidátkou proti Alexandru Lukašenkovi se tak stala ona.
Dne 30. července se podařilo Cichanounské zorganizovat v Minsku předvolební mítink, které se zúčastnilo okolo 63 tisíc lidí. Šlo o největší protestní shromáždění proti Alexandru Lukašenkovi za posledních deset let. Na současné běloruské poměry přišlo mnoho lidí i na její mítinky v Homelu a Bobrujsku, v obou případech okolo 10 000.
Lukašenkova prezidentská kampaň v roce 2020 zpočátku od konce května navazovala na jeho tradiční krizově zaměřený přístup, který zahrnoval regionální schůzky, veřejná vystoupení a mediální propagandu, jež rámovala globální události a domácí problémy jako krize. To odráželo populistickou taktiku povyšování „selhání na krizi“ k ospravedlnění rozhodných kroků. V červnu však nastal významný posun. Druhá fáze kampaně se zaměřila na konsolidaci stávajících úředníků a silových složek (siloviki), což bylo zobrazení organizační moci nevídané od roku 1994. Tato fáze zahrnovala politický program „Razam za Bielaruś“, projev k běloruskému lidu a Národnímu shromáždění (kde Lukašenka před velkým shromážděním představitelů ukazoval násilné globální scény, čímž signalizoval konsolidovanou moc) a rozhovor na YouTube s Dmitrijem GordonemAccording to a recent analysis of the 2020 Belarusian election campaign, crisis performance played a significant role in Lukashenka's communication strategy.

## Průběh voleb
Monitorování voleb bylo umožněno pouze zahraničním pozorovatelům z Společenství nezávislých států, běloruská opozice se prací ve volebních komisí účastnit nemohla. Během voleb vznikaly průtahy a někteří Bělorusové tak nemohli odevzdat svůj hlas. Byly také zaznamenány situace, které umožňovaly podezřelé machinace s volebními lístky. K neregulérnosti voleb mohl přispět i fakt, že bylo možné volit s několikadenním předstihem. V den voleb také vypadávalo internetové spojení, nefungoval přenos mobilních dat a občas i weby opozičních médií.
Volební exit poll Rádia Svobodná Evropa přisuzoval Cichanounské vítězství ve výši více než 80 %. Pro Lukašenka mělo hlasovat necelých 6 % voličů.

## Povolební situace

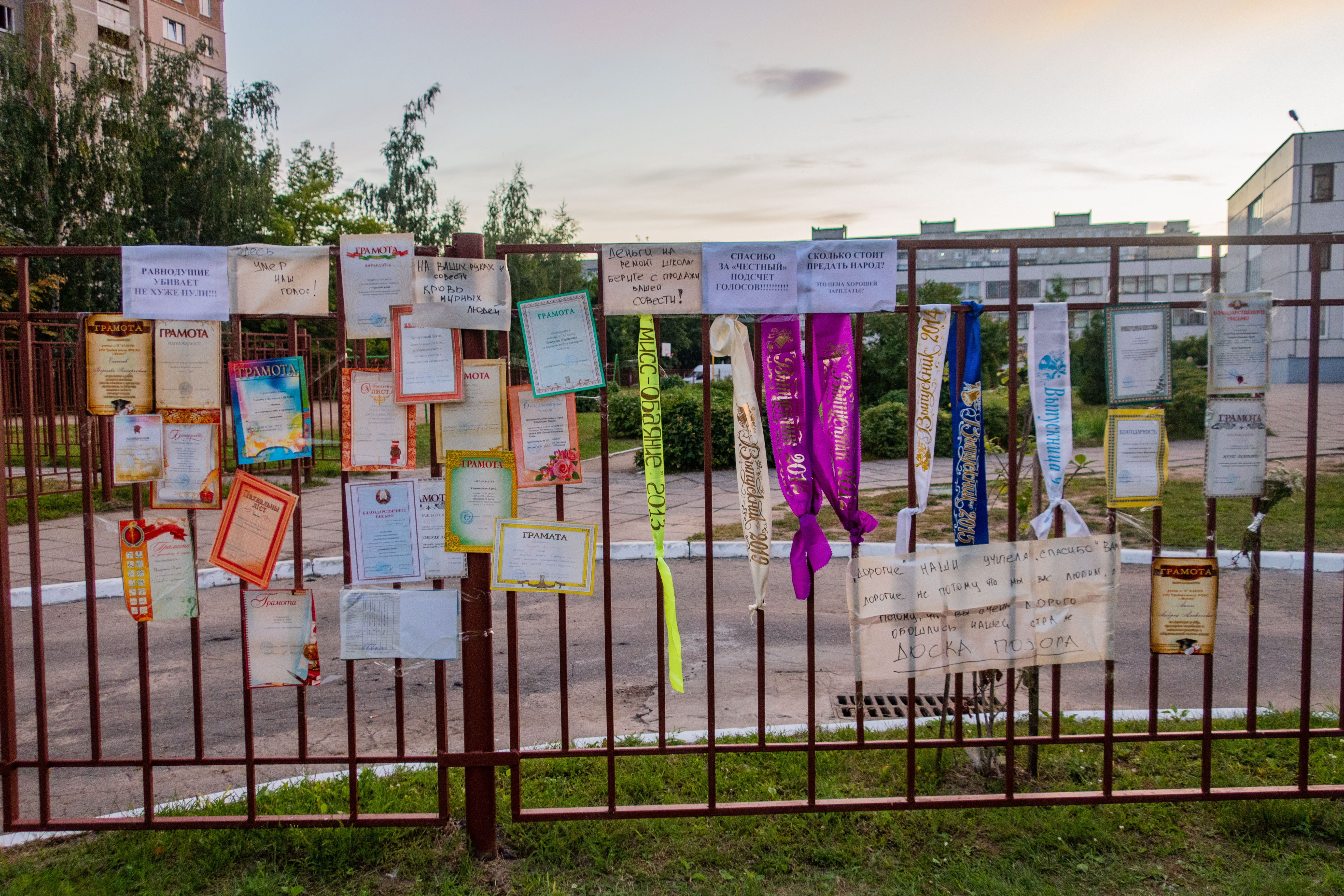
Takzvaná "Zeď hanby", na kterou absolventi a rodiče dětí studujících na škole v Minsku vrací svá vyznamenání a diplomy na protest proti falšování výsledků voleb, kterého se účastnili i učitelé této školy

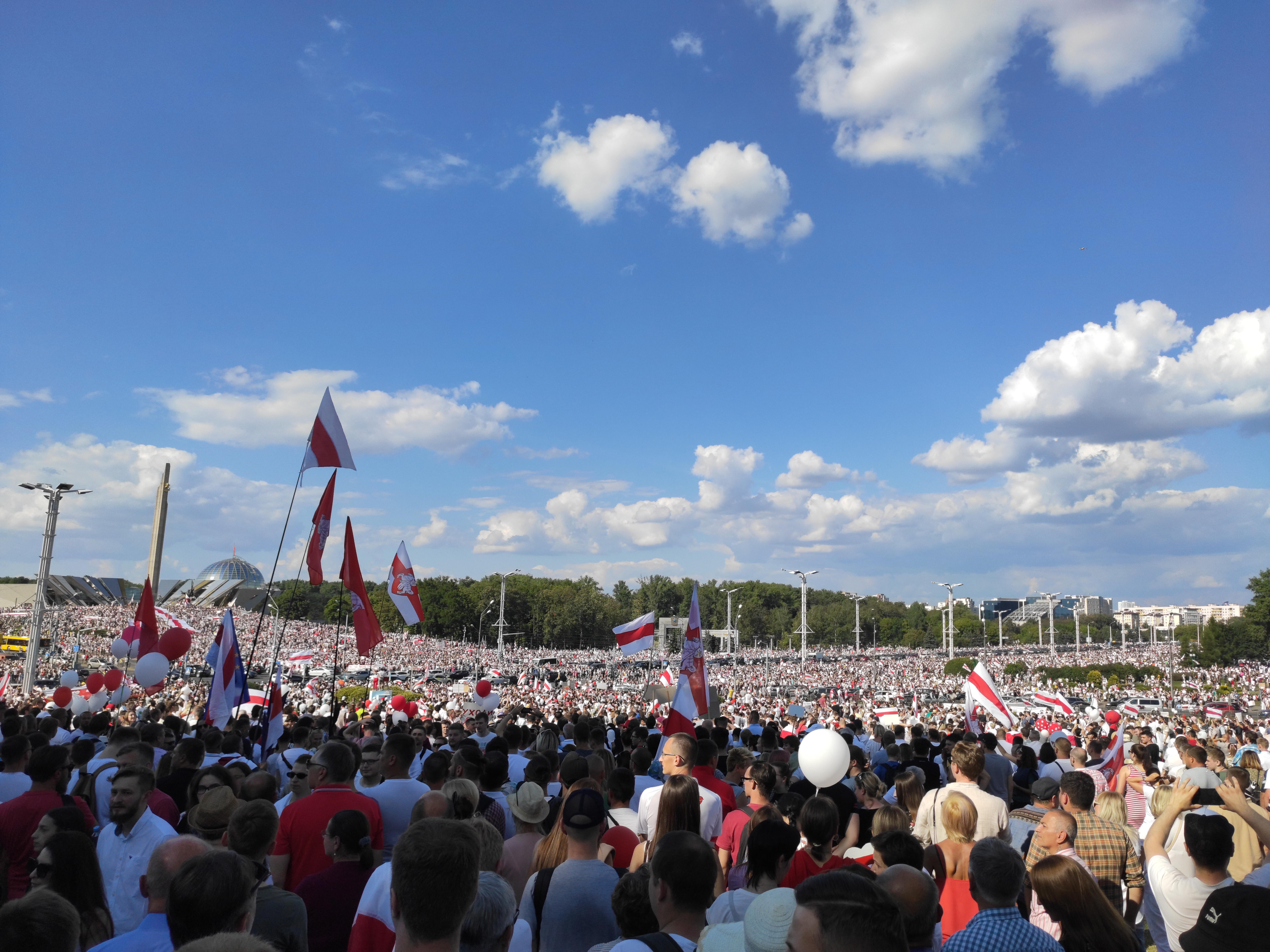
Protivládní demonstrace v Minsku v neděli 16. srpna

Po celém Bělorusku začaly protestovat 9. srpna tisíce lidí nespokojených s výsledky voleb, proti kterým tvrdě zasahovala policie. Zhruba 3000 demonstrantů bylo zatčeno, desítky zraněno. Ke 13. 8. bylo při pokračujících masových protestech zatčeno již 6000 lidí a dva lidé zemřeli. Policie se snažila protesty, odehrávající se ve více než 33 městech, potlačit pomocí slzného plynu, gumových projektilů, vodních děl a světelných a zvukových granátů.
Hlavní Lukašenkova vyzývatelka Svjatlana Cichanouská odmítla výsledky voleb přijmout a prohlásila se za jejich vítězku. Šest volebních komisí v Minsku oznámilo, že v jejich okrsku výrazně zvítězila Cichanouská. Všichni prezidentští kandidáti kromě Lukašenka výsledek voleb zpochybnili u běloruské Ústřední volební komise.
V polovině srpna 2020 Cichanouská oznámila vytvoření Koordinační rady, jejímž smyslem je najít bezpečný mechanismus pro předání moci v zemi. Do 9. září byli všichni členové prezidia Koordinační rady pozatýkáni nebo donuceni odjet ze země. Na svobodě zůstala pouze Světlana Alexijevičová, která se kvůli věku do činnosti prezidia aktivně nezapojovala.

### Zahraniční reakce
Za "svobodné ani spravedlivé" nepovažuje volby jménem všech svých členských států Evropská unie. Tvrdý postup běloruské vlády vůči demonstrantům odsoudili například litevský ministr zahraničí Linkevičius nebo bývalý český premiér Andrej Babiš. S průběhem voleb vyjádřily nesouhlas prostřednictvím svého ministra zahraničí Mika Pompea Spojené státy, které proti Lukašenkově režimu zvažují zavedení sankcí.
Naopak gratulaci k vítězství zaslal Lukašenkovi ruský prezident Vladimir Putin, čínský prezident Si Ťin-pching nebo venezuelský prezident Nicolás Maduro.